# 浅川京子
浅川 京子（あさかわ きょうこ、1962年 - ）は、日本の農林水産官僚。

## 人物
東京大学法学部卒業後、1985年、農林水産省入省。
2000年林野庁林政部林政課調査官、2001年、大臣官房統計情報部構造統計課地域・環境情報室長、水産庁漁政部加工流通課長を経て、消費・安全局消費者情報官。
2009年、厚生労働省職業能力開発局育成支援課長、2012年、農林水産省経営局総務課長、2014年、林野庁四国森林管理局長 (女性が森林管理局長に就くのは初) 。
2015年、水産庁資源管理部長、2017年、関東農政局長、2019年、大臣官房総括審議官、2020年林野庁次長。2021年、農林水産政策研究所長。